# В'ючні тварини

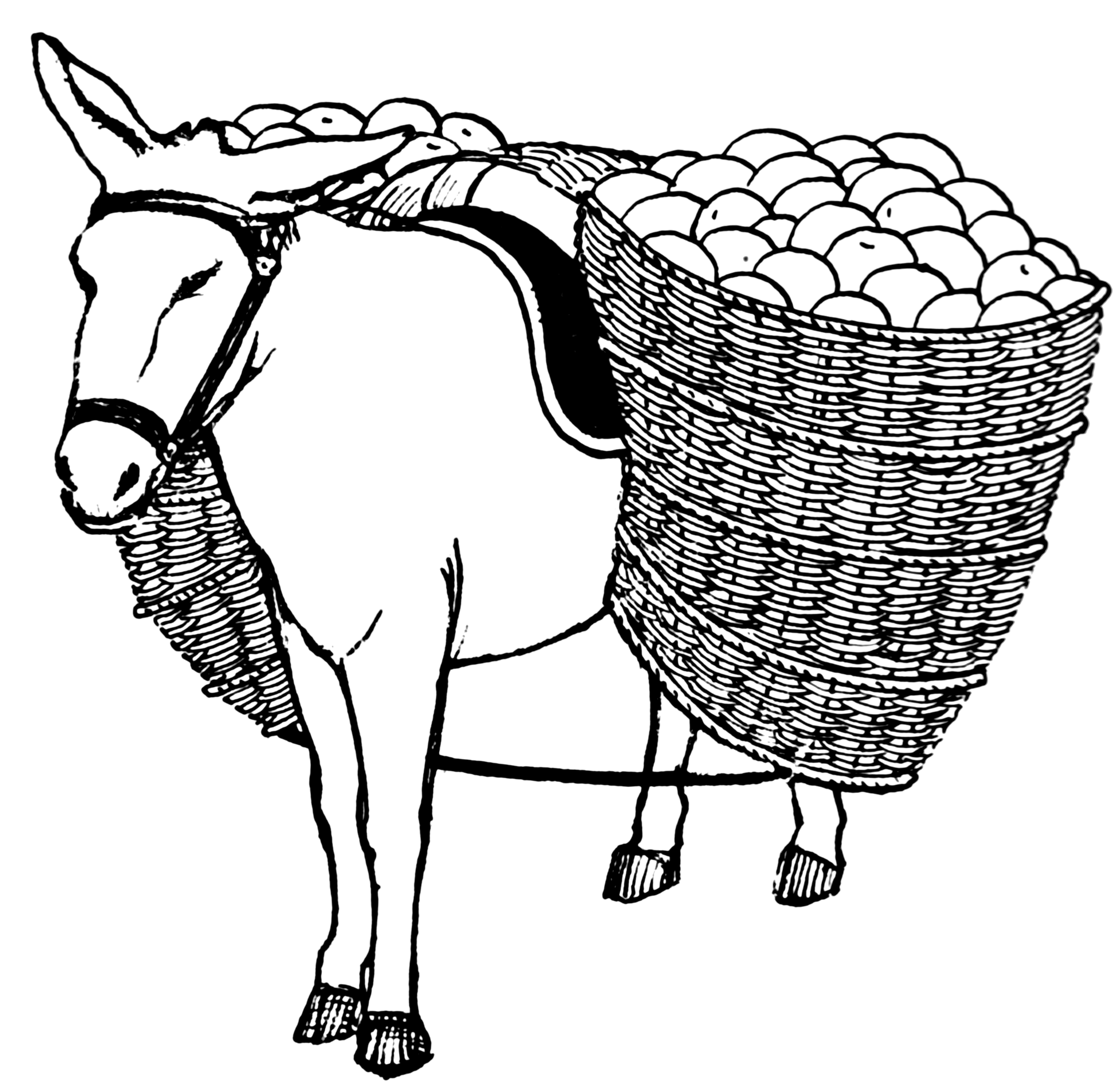

В'ю́чні твари́ни — тварини, яких використовують як засіб транспортування вантажу завантаженого на спину тварини. До в'ючних тварин традиційно відносять слонів, верблюдів, яків, оленів, буйволів, лам, віслюків, коней, мулів, ослюків. Для навантаження використовують спеціальне опорядження (реманент), зокрема, особливе в'ючне сідло.
В'ючних тварин використовують в різних умовах, в тому числі в гірських районах і пустелях. Всіх тварин, яких використовують як в'ючних, можна використовувати і для верхової їзди також за виключенням лам, на яких ніколи не їздять верхи.

## Тяглові тварини
Тяглові тварини — тварини, які використовуються людьми як засіб для пересування вантажу по землі. В Південній Азій, Африці та Південній Європі індійський буйвіл використовується як тяглова тварина. Обробку рисових полів у Південно-Східній Азії важко було б здійснити без допомоги буйволів. Приблизно з II тис. до н. е. в чорноземних степових і лісостепових регіонах України для у землеробстві для перетягування орних знарядь використовувались воли. В дослідницьких експедиціях на Північний Полюс або Антарктику, а також в якутів, чукчів та інших північних народів собаки використовувались як тяглова сила. Аляскинський маламут може зрушити вагу більше тисячі фунтів (близько 400 кг). З цією метою використовуються і північні олені. Як тяглова сила використовуються коні і лами.

## Галерея

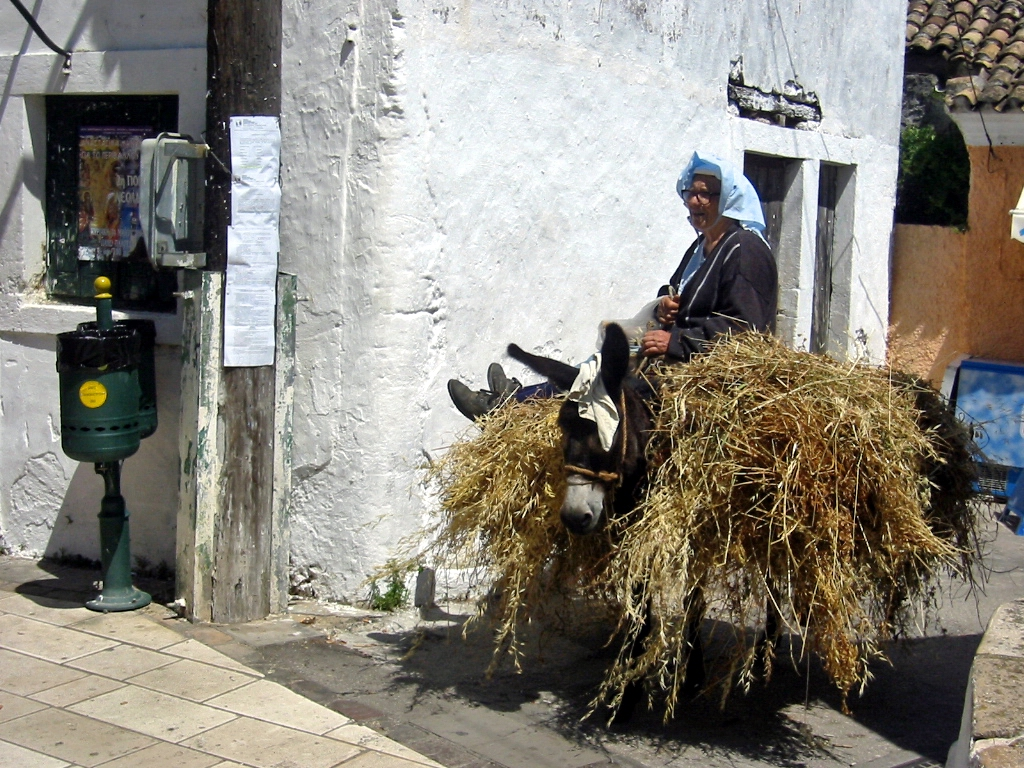
Жінка на завантаженому віслюку в Корфу
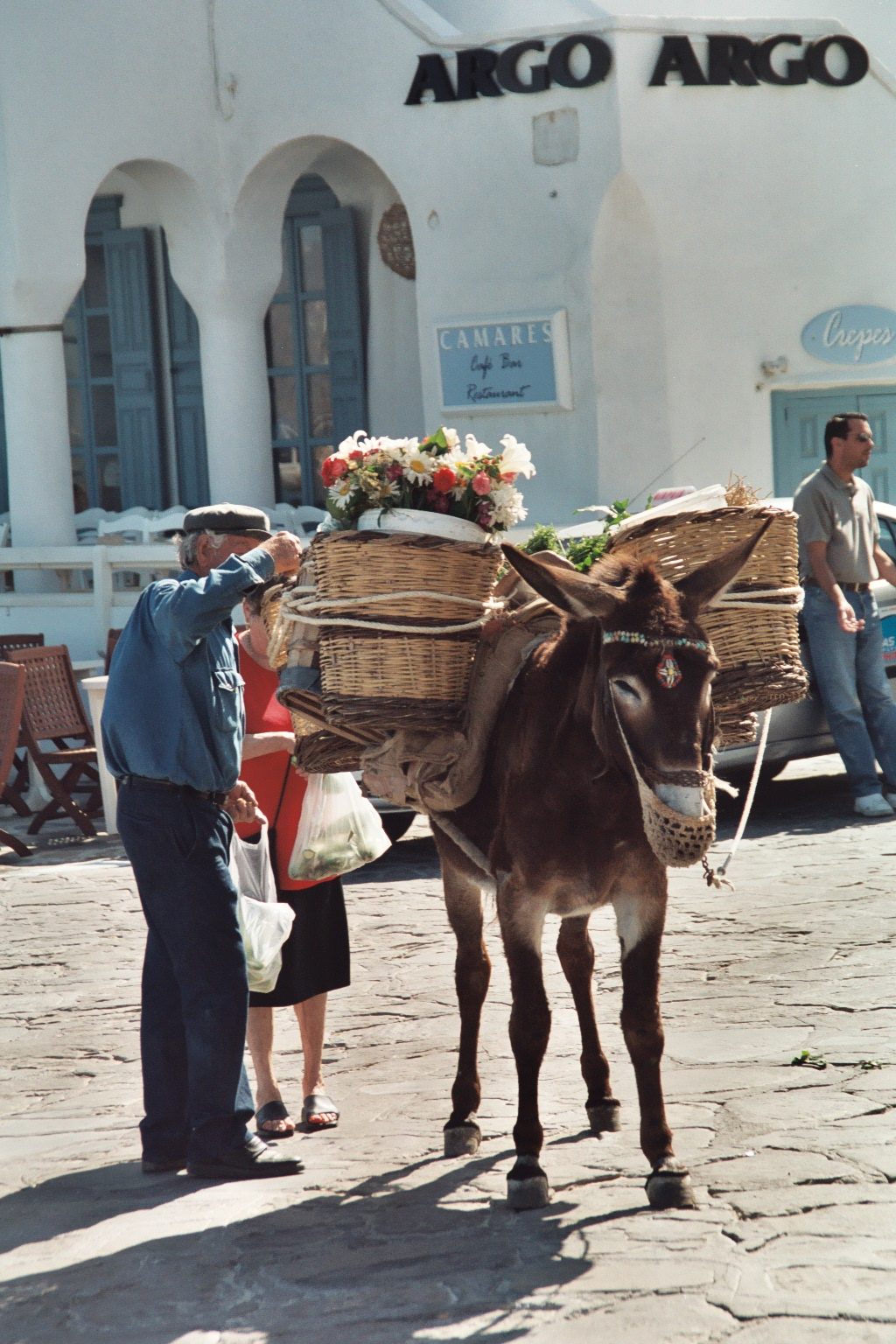
Навантажений віслюк в Міконос
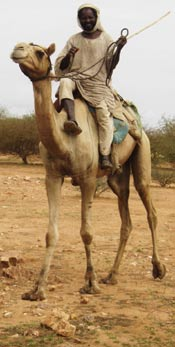
Одногорбий верблюд
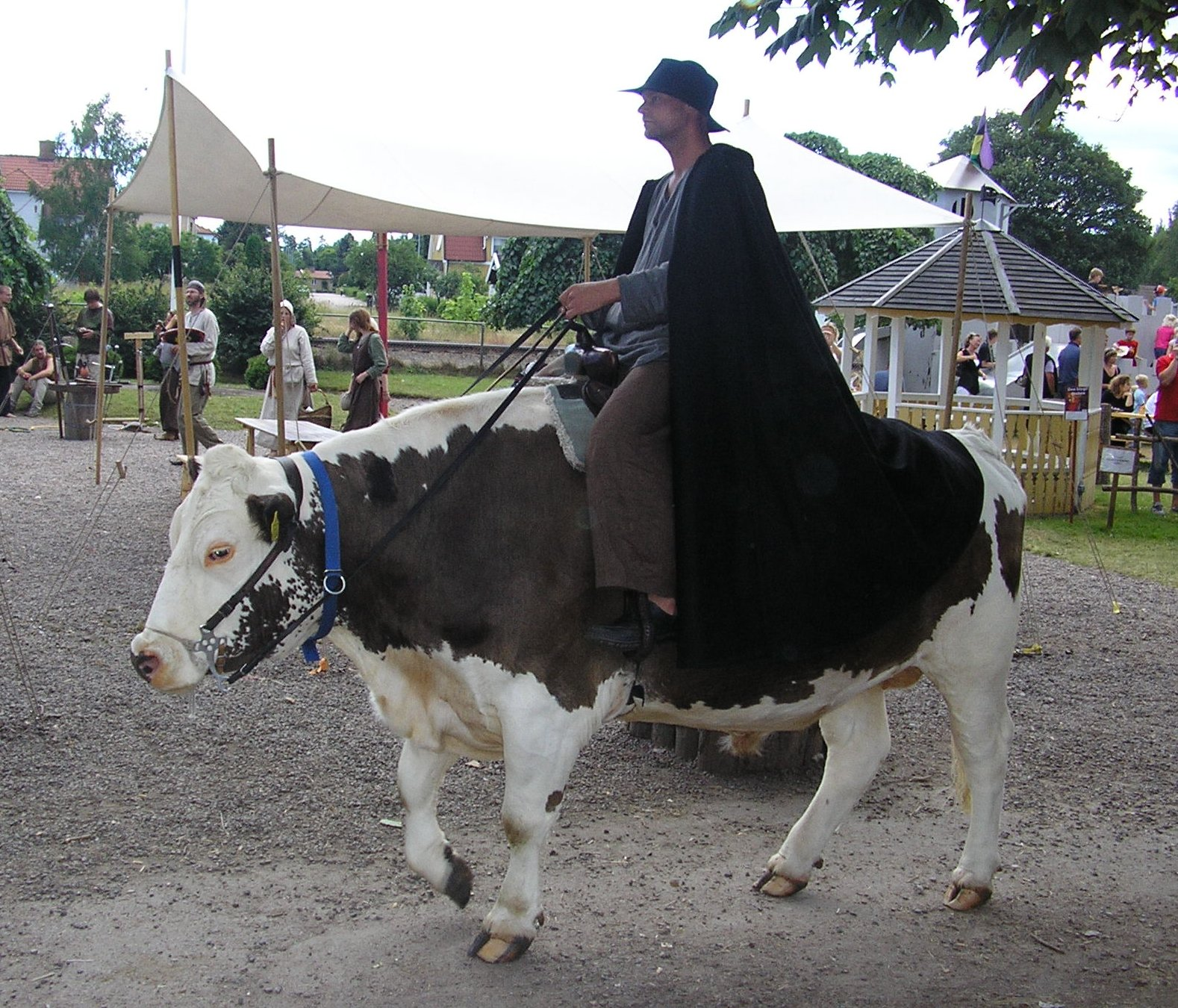
Віл